# 龚正
龚正（1960年3月4日—），男，汉族，江苏苏州人，中国共产党、中华人民共和国政治人物。北京对外贸易学院（现对外经济贸易大学）海关管理系毕业，对外经济贸易大学工商管理学院工商管理专业在职工商管理硕士，厦门大学财政金融系财政学专业在职经济学博士，系中共第十九届、二十届中央委员。曾任中共山东省委副书记、山东省人民政府省长，中共浙江省委常委、杭州市委书记，浙江省人民政府副省长等职务。现任中共上海市委副书记，上海市人民政府市长、党组书记。

## 生平
1978年10月，进入北京对外贸易学院对外贸易管理系海关管理专业学习。1982年8月参加工作，1985年4月加入中国共产党。

### 海关总署
1982年8月，任海关总署货运监管司货运监管处干部。1986年3月，任海关总署货运监管司货运监管处副处长。1986年8月，任海关总署办公室秘书处副处级秘书。1987年，龚正考取国家教委出国访问学者，赴美国金门大学进修公共管理专业，1988年2月回中国。1989年5月，任海关总署署长办公室正处级秘书（服务时任海关总署署长戴杰）。1993年1月，任天津海关副关长、党组成员。1996年1月，任全国海关信息管理中心筹备办公室副主任。1997年4月，海关总署业务规范司副司长兼信息化工作领导小组办公室副主任（其中1994年6月至1997年7月，在对外经济贸易大学工商管理学院工商管理专业学习，获工商管理硕士学位）。
1998年9月，任海关总署政策法规司司长（其中2000年3月至2001年1月，在中共中央党校一年制中青年干部培训班学习）。
2003年3月，任海关总署副署长、党组成员，海关副总监（2003年9月授予）（其中2001年9月至2004年12月，在厦门大学财政金融系财政学专业学习，获经济学博士学位）。

### 浙江省
2008年12月，任浙江省人民政府副省长、党组成员。2012年6月，任中共浙江省委常委、常务副省长、省政府党组副书记。2013年10月8日，任中共浙江省委常委、杭州市委书记。

### 山东省
2015年8月11日，任中共山东省委副书记、省委党校校长。2017年4月11日，任中共山东省委副书记，山东省人民政府副省长、代理省長，晋升正部级，並在4月26日正式任省長。2018年2月24日，成为第十三届全国人大代表。

### 上海市
2020年3月19日，接替调任湖北的应勇出任中共上海市委副书记。2020年3月21日，在官方新闻中明确其已任上海市人民政府党组书记，不再担任中共山东省委副书记、常委、委员职务。2020年3月23日，任上海市副市长、代理市长。7月21日，上海市十五届人大四次会议正式选举龚正为上海市市长。
2022年6月28日，中国共产党上海市第十二届委员会第一次全体会议选举龚正为上海市委副书记。

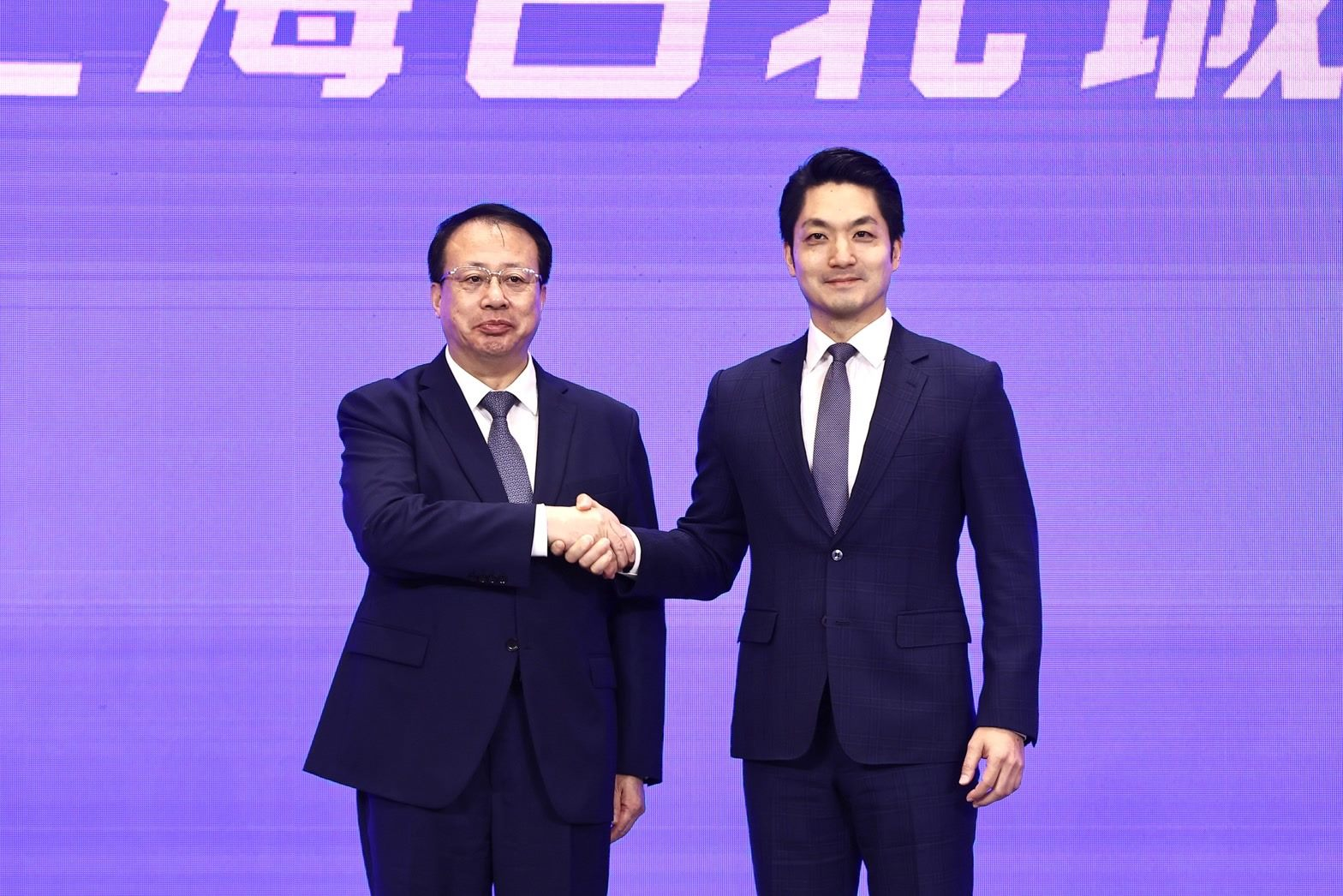
2023年8月30日，龚正与臺北市市長蔣萬安在上海双城论坛上握手

## 家庭
- 妻子：刘茶（1959－2022），曾任海关总署关税征管司副巡视员。原中共中央西南局组织部部长、书记处书记刘植岩之女，同父异母的兄长刘鹤为第十九届中共中央政治局委员、国务院副总理。2022年10月4日，刘茶在上海因病逝世，享年63岁[14]。
  - 女儿：龚婷。
  - 女婿：亦合。
  - 侄子：劉天然。
- 哥哥：龚圆。
- 弟弟：龚平。